# 宝石钟螺
宝石钟螺（Cantharidus opalus），马蹄螺科甲虫螺属的一个种。大小约23－45 mm。生活于近海海藻丛中，分布于新西兰。